# 1665

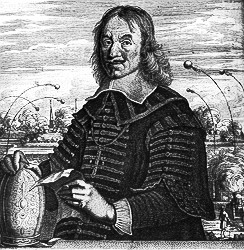
Bernard von Galen

Het jaar 1665 is het 65e jaar in de 17e eeuw volgens de christelijke jaartelling.

## Gebeurtenissen
februari

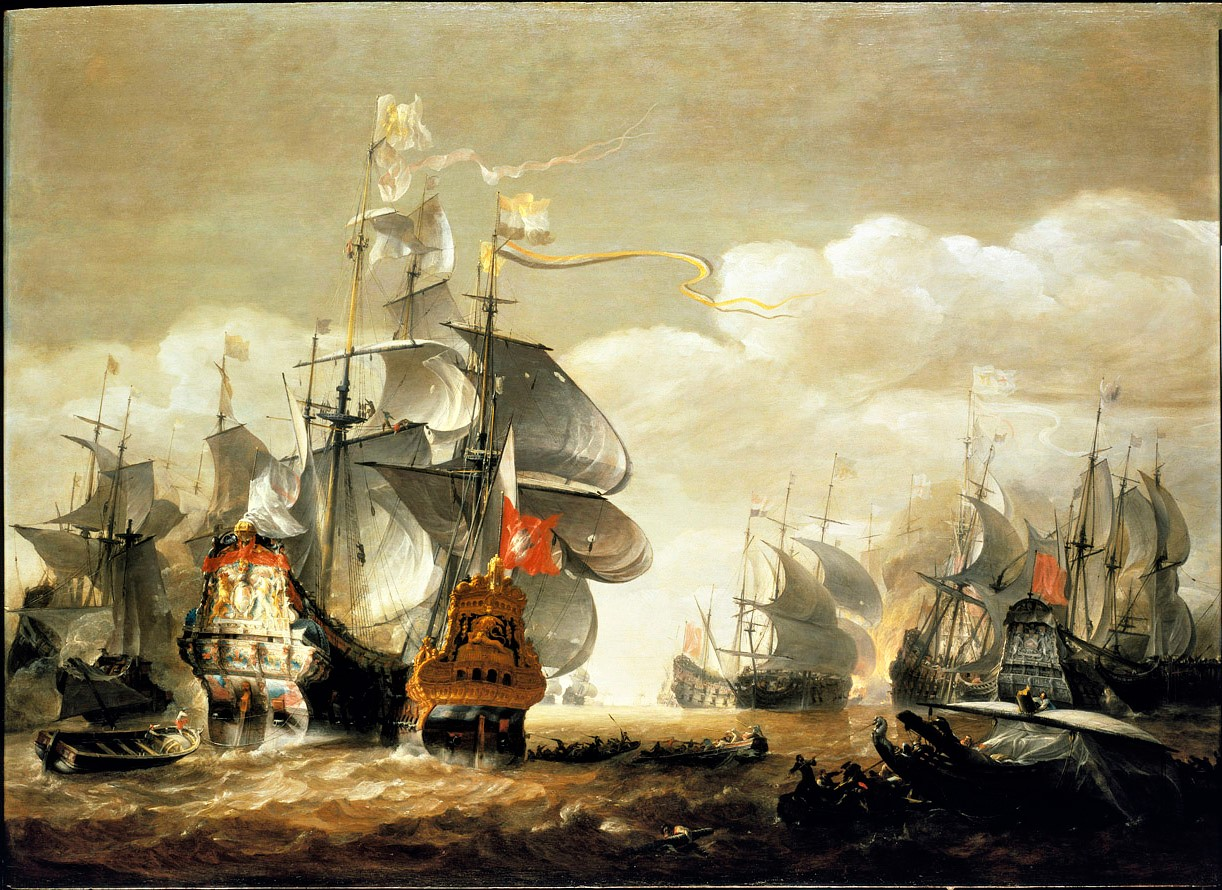
Slag bij Lowestoft, door Hendrik van Minderhout.

- 15 - Première van het blijspel Don Juan van Molière.

maart
- 17 - Auke Stellingwerf wordt benoemd tot eerste luitenant-admiraal van Friesland.
- 20 - Tegh Bahadur wordt gekozen tot goeroe van de Sikhs.
- maart - de Tweede Engelse Oorlog breekt uit. De meeste Europese machten sympathiseren met de Republiek (behalve Munster en Portugal) maar houden zich erbuiten.

april
- 19 - Heiligverklaring van Franciscus van Sales door Paus Alexander VII.

mei
- mei - De Amsterdamse schouwburg wordt na een grondige modernisering heropend met de première van het spel "D'ondanckbare Fulvius en getrouwe Octavia" van Catharina Questiers.

juni
- 13 - De Nederlandse vloot wordt in de Slag bij Lowestoft zwaar verslagen door de Engelsen onder leiding van de hertog van York.

juli
- 15 - Cees Evertsen wordt benoemd tot luitenant-admiraal en bevelhebber van de Zeeuwse vloot in plaats van zijn broer Johan Evertsen, die in de publieke opinie de schuld krijgt voor de nederlaag tegen de Engelsen.

augustus
- 11 - Michiel de Ruyter krijgt het opperbevel over de gezamenlijke vloot van de Republiek.
- 12 - De slag in de Baai van Bergen wordt gevoerd nadat een Engels flottielje een Hollandse handelsvloot heeft overvallen. Met steun van de Noren (tegen de wil van hun Deense koning) kunnen de Hollanders de Engelsen verdrijven.
- 13 - De eerste bolvormige sterrenhoop, later bekend als Messier 22, wordt ontdekt door Johann Abraham Ihle bij waarnemingen van Saturnus.
- 17 - Om meer planters aan te trekken krijgt de Joodse gemeenschap in Suriname van de Engelse overheid vrijheid van godsdienst, mogelijk ook het recht een synagoge en een school te stichten.

september
- 23 - Bernhard von Galen, bisschop van Munster, valt de Republiek binnen met geheime steun van Engeland: begin van de Eerste Munsterse Oorlog.
- 26 - De Pestepidemie in Londen bereikt zijn hoogste punt, met 7.165 sterfgevallen in de vorige week.

december
- 5 - Een zware noordwesterstorm veroorzaakt op verschillende plekken in het Nederlandse gewest Holland dijkdoorbraken en overstromingen.
- 10 - Het Nederlandse Korps Mariniers wordt opgericht door de nieuwe opperbevelhebber ter zee Michiel de Ruyter en raadspensionaris Johan de Witt.
- december - De manisch-depressieve jood Sabbatai Zevi wordt door grote mensenmassa's erkend als Messias. In heel Europa heerst Messiaanse opwinding.

zonder datum
- Robert Hooke suggereert een golftheorie van het licht.
- De onenigheid over Oranje leidt tot incidenten. De matrozen van de Gouda dwingen hun kapitein voor aanvang van de slag het rood-wit-blauw door de prinsenkleuren te vervangen. Maar in het algemeen is er steun voor de gebroeders Cornelis en Johan de Witt, zelfs in de pro-Oranje-bolwerken zoals Friesland en Zeeland.
- De Engelsen nemen Sint Eustatius, Saba, Essequebo en Pomeroon in, maar Curaçao houdt stand.

## Muziek
- Jean-Baptiste Lully componeert de balletten Les gardes en La naissance de Vénus.

## Beeldende kunst

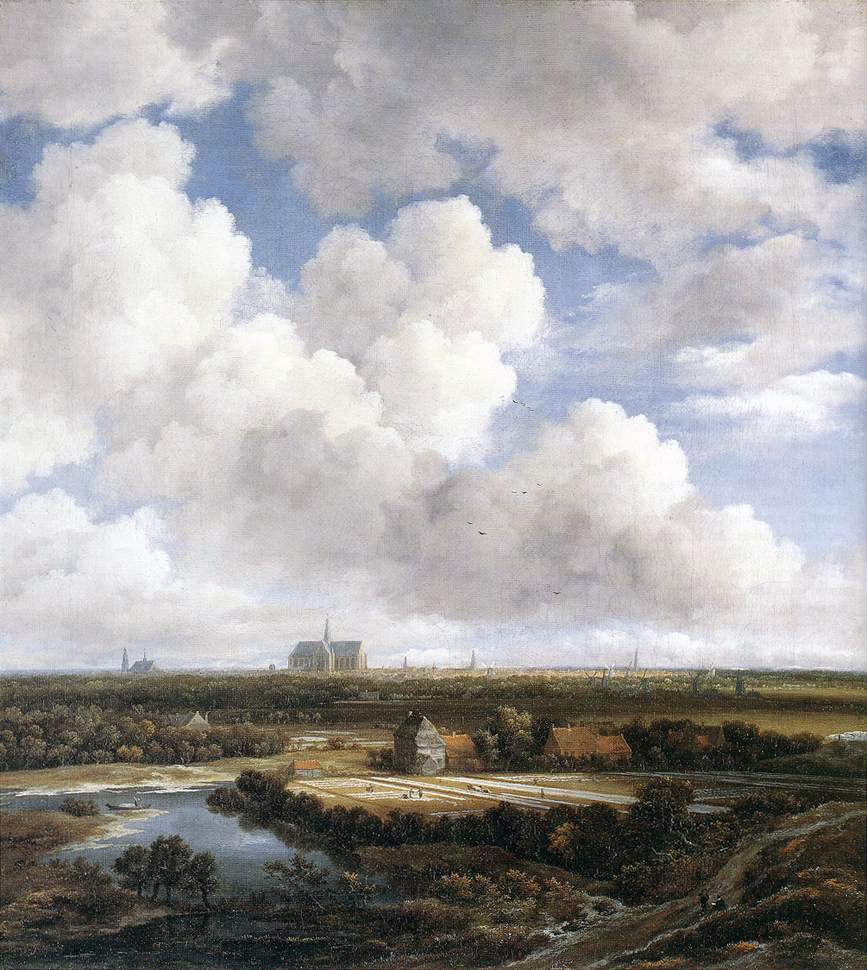
Gezicht op Haarlem (1665) Jacob Isaacksz. van Ruisdael, Kunsthaus, Zürich
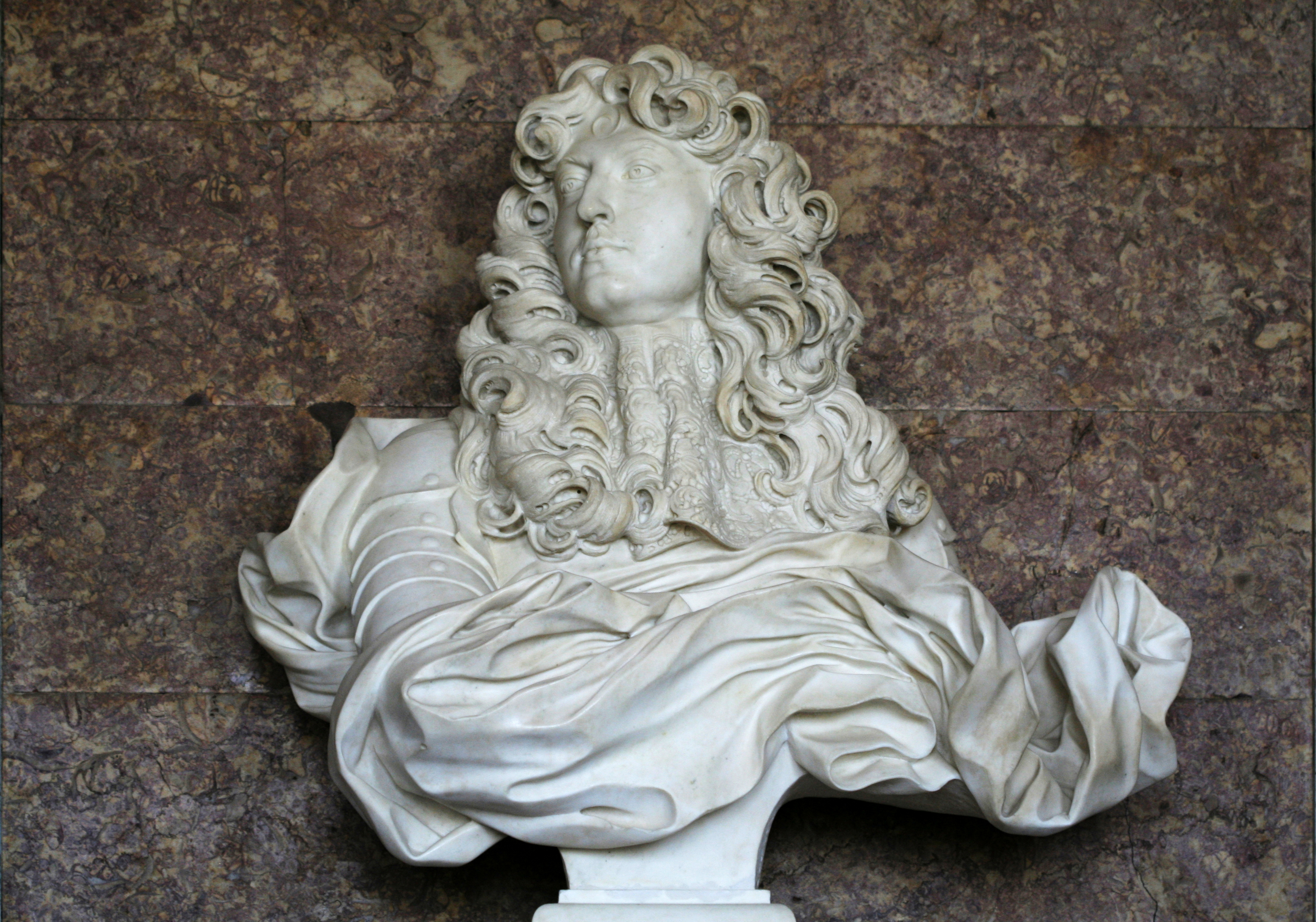
Buste van Lodewijk XIV (1665) Gian Lorenzo Bernini, Château de Versailles

## Bouwkunst

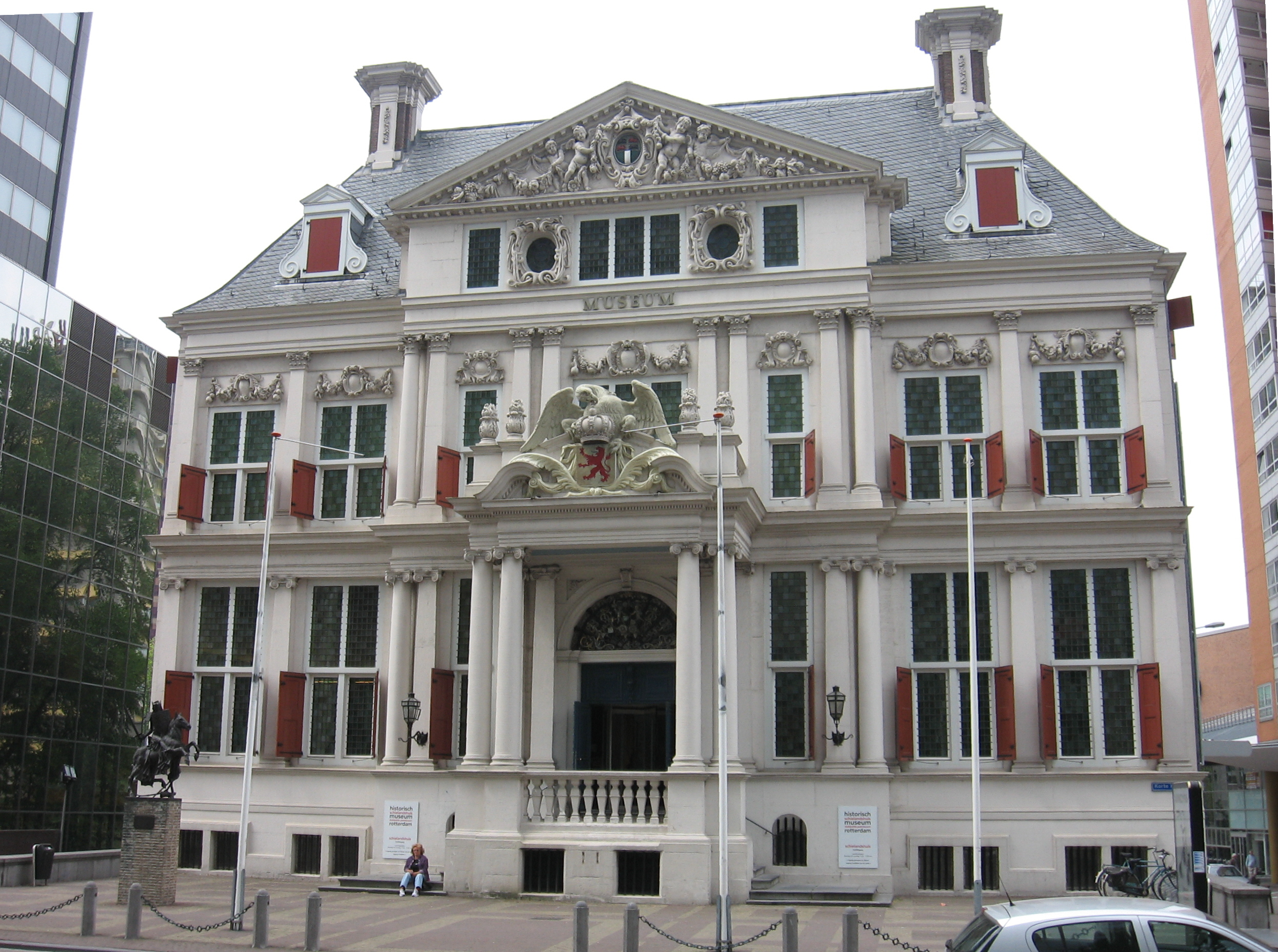
Schielandhuis, Rotterdam (1665) Pieter Post?
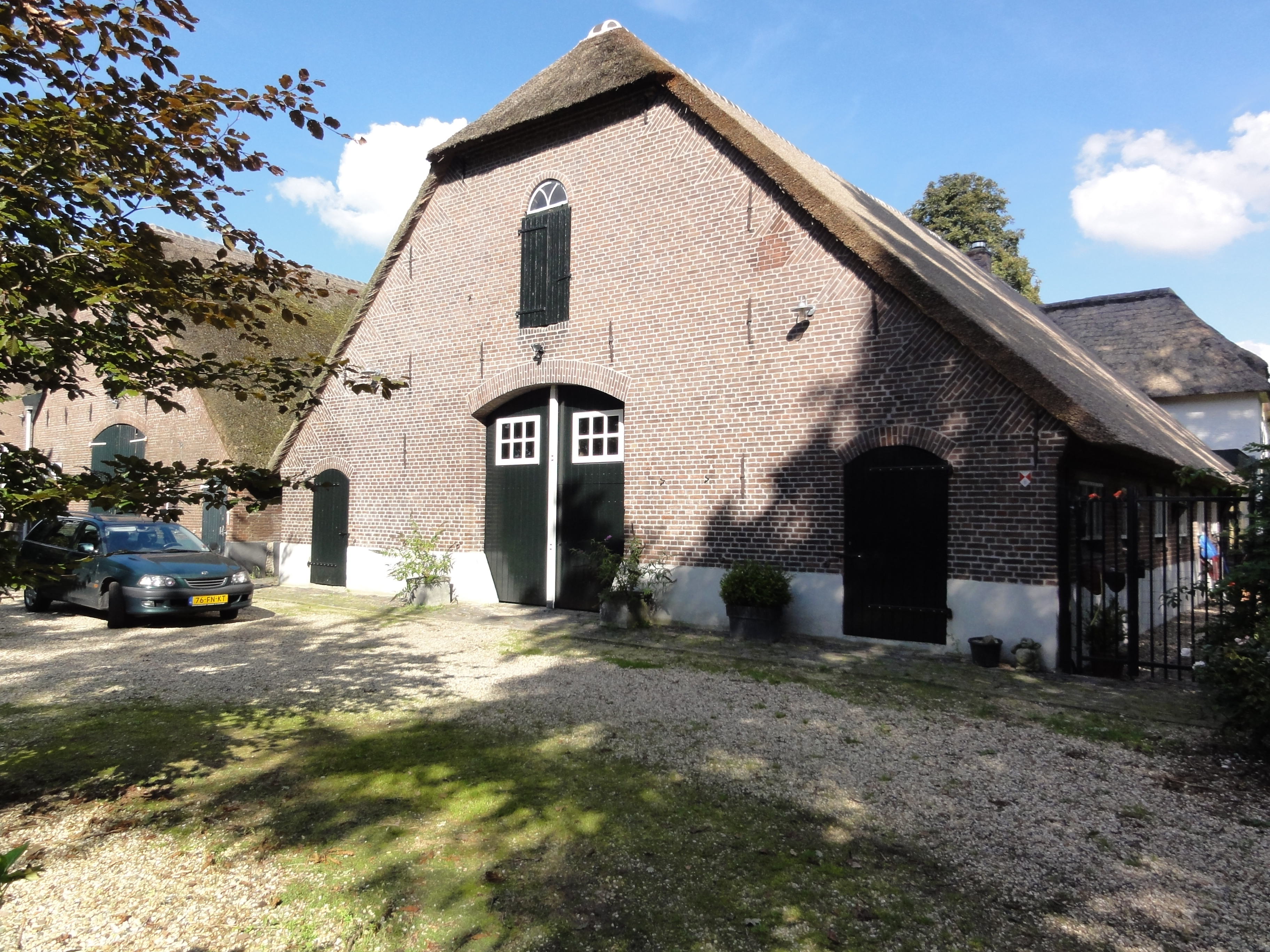
Boerderij, Ewijk (1665)